# مارغريت بيكر
مارغريت بيكر (بالإنجليزية: Margaret Becker)‏ هي مغنية مؤلفة ومغنية أمريكية، ولدت في 17 يوليو 1959 في نيويورك في الولايات المتحدة.

## وصلات خارجية
- الموقع الرسمي
- مارغريت بيكر على موقع IMDb (الإنجليزية)
- مارغريت بيكر على موقع ميوزك برينز (الإنجليزية)
- مارغريت بيكر على موقع ديسكوغز (الإنجليزية)